# Constantijn I van Georgië
Constantijn I (Georgisch: კონსტანტინე I, Konstantine I) (overleden 1411 of 1412), uit het huis Bagrationi, was koning van Georgië van 1407 tot 1411 (of 1405-1412).
Hij was de enige zoon van koning Bagrat V van Georgië met zijn tweede vrouw, Anna van Trebizonde. Zijn grootouders aan zijn moederszijde waren Alexios II Megas Komnesos en Theodora Kantakouzene.
In 1400 werd hij als ambassadeur naar de Mongoolse krijgheer Timoer Lenk gezonden in oorlog was met de Georgiërs. Daarna eiste hij aan zijn regerende halfbroer George VII om vrede te sluiten met Timoer maar tevergeefs. Na de dood van George volgde hij hem op en begon aan de restauratie van zijn land na de verwoestingen van Timoer. Geleidelijk aan in 1411 sloot hij een verbond met de Sjirvansjah Ibrahim I en de heerser van Sjeki Sidi Ahmed tegen de Kara Koyunlu Turkmenen. Bij de beslissende Slag bij Chalagan verloor het bondgenootschap en werd Constantijn, diens halfbroer David en Ibrahim I gevangengenomen. In zijn gevangenschap gedroeg hij zich arrogant en de woedende Turkmeense prins Kara Yusuf beval om de Koning, diens broer en nog 300 edelen te executeren.

## Huwelijk en kinderen
Hij had drie zonen:
- Alexander (die hem opvolgde)
- Bagrat
- George